# Hinterloh (Küps)
Hinterloh (oberfränkisch: Hindaloh) ist ein Gemeindeteil des Marktes Küps im Landkreis Kronach (Oberfranken, Bayern).

## Geographie
Das Aussiedlergehöft liegt auf einer Höhe von 375 m ü. NHN. Durch die Alleinlage auf einer Anhöhe ist der Blick auf den gesamten südlichen Landkreis Kronach frei. Nordöstlich erheben sich die Ausläufer des Frankenwaldes. Nördlich verläuft das Tal der Rodach. Ein Anliegerweg führt nach Burkersdorf (0,6 km östlich).

## Geschichte
Der Ort wurde in einem Extrasteuerregister des Rittergutes Burkersdorf, das im Zeitraum von 1754 bis 1762 angefertigt sein muss, als „Loh-Guth“ erstmals namentlich erwähnt. 1810 wurde es zur Unterscheidung von Vorderloh als das „hintere Lohguth“ bezeichnet. Dem Ortsnamen liegt der Flurname Loh zugrunde, der in diesem Fall auf ein Waldgebiet verweist.
Gegen Ende des 18. Jahrhunderts gehörte Hinterloh zur Realgemeinde Burkersdorf. Das Hochgericht übte das Rittergut Burkersdorf-Unterlangenstadt im begrenzten Umfang aus, es hatte ggf. an das bambergische Centamt Weismain auszuliefern. Das Rittergut Burkersdorf-Unterlangenstadt war zugleich Grundherr des Gutes.
Infolge des Gemeindeedikts wurde Hinterloh dem 1808 oder etwas später gebildeten Steuerdistrikt Ebneth und der 1811 gebildeten Ruralgemeinde Burkersdorf zugewiesen. Das bayerische Urkataster zeigt Hinterloh als eine Einöde mit einer Herdstelle, Wirtschaftsgebäuden und zwei Weihern. Am 1. Juli 1977 wurde Hinterloh im Zuge der Gebietsreform in Bayern in die Gemeinde Küps eingegliedert.
Mit eigenem Teich, Wald, Wiesen und Feldern ergibt das Wohnhaus mit Nebengebäude und Scheune ein vielfältig nutzbares Ensemble, das noch heute als landwirtschaftlicher Nebenerwerbsbetrieb dient.

### Einwohnerentwicklung
| Jahr      | 001818 | 001861 | 001871 | 001885 | 001900 | 001925 | 001950 | 001961 | 001970 | 001987 |
| Einwohner | 5      | 4      | 8      | 4      | 4      | 4      | 7      | 4      | 8      | 2      |
| Häuser    | 1      |        |        | 1      | 1      | 1      | 1      | 2      |        | 1      |
| Quelle    | [ 7 ]  | [ 10 ] | [ 11 ] | [ 12 ] | [ 13 ] | [ 14 ] | [ 15 ] | [ 16 ] | [ 17 ] | [ 1 ]  |

## Religion
Der Ort ist evangelisch-lutherisch geprägt und nach St. Maria in Burkersdorf gepfarrt.